# Kriegsgottheit
In nahezu jeder polytheistischen Religion wurde bzw. wird ein Kriegsgott verehrt. Der bekannteste Kriegsgott ist der römische Kriegsgott Mars, der allerdings, vor allem in frührömischer Zeit, auch als Vegetationsgott verehrt wurde. Daneben kannten die Römer Bellona und Quirinus.
Die griechische Entsprechung des Mars und später ihm gleichgesetzt war Ares. Anders als Mars war dieser aber ausschließlich für das Kriegshandwerk zuständig und mit den damit verbundenen Attributen ausgestattet. Seine Begleiter waren Phobos und Deimos (Furcht und Schrecken). Auch Athena (Göttin der Kriegslist), Enyalios und Enyo waren Götter, die für den Krieg standen.
Die Skandinavier des Frühmittelalters z. B. verehrten mehrere kriegerische Gottheiten. In ihrer Mythologie entsprach der Kriegsgott am ehesten Tyr. Allerdings übernahm Odin später dessen Rolle nahezu vollständig. 
Weitere Kriegsgötter sind: 
- in der altägyptischen Religion Upuaut, Month, Anhor, Sachmet
- in der sumerischen Religion Ningirsu, Asarualimnunna, Nergal und Zababa
- in der babylonischen Religion Ištar
- bei den babylonischen Kassiten Šuqamuna
- bei den Assyrern Ištar, Ninurta und Aššur
- in der altsyrischen Religion (z. B. Ugariter, Phönizier) Anat, Rešef, Astarte
- in der altarabischen Religion Rudâu
- in der hattischen Religion Šulinkatte, Wurunkatte
- in der hethitischen Religion Šulinkatte, Wurunkatte, die Innarawanteš-Gottheiten
- in der luwischen Religion Iyarri, Šanta, die Annarumenzi-Gottheiten
- bei den Hurritern Šauška, Aštabi, Ḫešui
- in Urartu Ḫaldi
- in der elamischen Religion Kiririša, Ḫutran, Inšušinak
- in der persischen Religion Verethragna
- im Hinduismus Indra, Kartikeya
- in der etruskischen Religion Laran
- in der keltischen Religion: Camulos und Teutates, Belatucadros, Bodb, Cnabetius, Cicollus, Leucetius, Medocius, Rudianus, Segomo
- bei den Iren Neit, Badb und Morrigan
- bei den Helvetiern Caturix
- bei den Keltiberern Neto
- bei den Slawen Rugievit, Svantovit, Triglaw, Jarovit, Svarožić
- bei den Chinesen Guan Yu, Xuanwu
- in der Religion in Japan Bishamon und Hachiman
- bei den Azteken Huitzilopochtli, Xipe Totec, Camaxtli, Mextli
- bei den Zuñi die Ahayuta
- bei den Hawaiianern Kuka'ilimoku
- bei den Māori Maru
- in Nigeria Egbesu

Bestimmte monotheistische Religionen weisen kriegerische Züge ihrer jeweiligen Gottes- oder Glaubensvorstellungen auf.
Im Judentum schreibt man dem Gottesnamen Schaddaj (Gen 17,1; Ex 6,3) einen Zusammenhang mit dem Verb „gewalttätig sein, verheeren“, zu. In dem alten Ausdruck Pachad jitzchaq (Gen 31,42.53) „Schrecken Isaaks“ vermutet man die Tradition des „JHWH-Krieges“, der in der Richterzeit als „Gottesschrecken“ verbreitet war. Häufig begegnet im 1. Buch Samuel, den Psalmen und der Heilsprophetie die Bezeichnung JHWH Zebaot („der Herr der Heerscharen“) auf, wobei mit Heer sowohl die israelische Streitmacht als auch himmlische Mächte wie Engel gemeint sein konnten. Im 2. Buch Mose wird JHWH selbst als handelnder Krieger besungen: „Ross und Reiter warf er ins Meer“ (Ex 15,21 ).
Das Christentum wurde in dem Moment seiner Akzeptanz durch den römischen Kaiser als Staatsreligion in bestimmten Zügen und für eine bestimmte Zeit gleichsam zu einer Art Kriegsreligion. Kaiser Konstantin schaffte den Kult des römischen Hauptgottes Sol invictus ab, ersetzte diesen Kriegsgott durch einen Christuskult, das Labarum etc. und führte fortan Kriege im Zeichen des Christussymbols (In hoc signo vinces). In der Kirchengeschichte sprach man bestimmten Engeln (St. Michael) und Heiligen (St. Georg, Adrian von Nikomedien, Jakobus der Ältere, Sergius von Radonesch, Wenzel etc.) oder der Jungfrau Maria (Maria vom Siege) jene Qualität zu, die zuvor Kriegsgöttern aus dem Pantheon vorchristlicher Religionen vorbehalten waren.